# Фінал кубка Італії з футболу 1958
Фінал Кубка Італії з футболу 1958 — фінальний матч розіграшу Кубка Італії сезону 1958, в якому зустрічались «Лаціо» та «Фіорентіна». Матч відбувся 24 вересня 1958 року на стадіоні «Стадіо Олімпіко» в Римі.

## Шлях до фіналу
| Лаціо             | Лаціо         | Раунд                       | Фіорентіна | Фіорентіна    |
| ----------------- | ------------- | --------------------------- | ---------- | ------------- |
| Суперник          | Результат     | Кубок Італії з футболу 1958 | Суперник   | Результат     |
| Палермо           | 5–1 вдома     | Груповий раунд              | Карбозарда | 4–0 вдома     |
| Наполі            | 3–1 вдома     | Груповий раунд              | Сієна      | 1–0 вдома     |
| Рома              | 3–2 на виїзді | Груповий раунд              | Прато      | 1–0 на виїзді |
| Палермо           | 2–2 на виїзді | Груповий раунд              | Карбозарда | 4–2 на виїзді |
| Наполі            | 4–0 на виїзді | Груповий раунд              | Сієна      | 4–1 на виїзді |
| Рома              | 1–1 вдома     | Груповий раунд              | Прато      | 4–0 вдома     |
| Марцотто Вальдано | 2–1 вдома     | 1/4 фіналу                  | Падова     | 2–1 вдома     |
| Ювентус           | 2–0 вдома     | 1/2 фіналу                  | Болонья    | 4–2 вдома     |

## Фінал
| 24 вересня 1958 |

| Лаціо     | 1:0 | Фіорентіна |
| --------- | --- | ---------- |
| Пріні 30' |     |            |

| «Стадіо Олімпіко», Рим Глядачів: 55 000 Арбітр: Дженнаро Маркезе |

|                    |  |                  |  |
|                    |  |                  |  |
| В                  |  | Роберто Ловаті   |  |
| З                  |  | Ніколо Ло Буоно  |  |
| З                  |  | Франческо Янич   |  |
| З                  |  | Умберто Пінарді  |  |
| ПЗ                 |  | Франко Каррадорі |  |
| ПЗ                 |  | Уго Поццан       |  |
| ПЗ                 |  | Карло Таньїн     |  |
| ПЗ                 |  | Мауріліо Пріні   |  |
| ПЗ                 |  | Ежидіо Фумагаллі |  |
| Н                  |  | Клаудіо Біццаррі |  |
| Н                  |  | Умберто Тоцці    |  |
| Тренер:            |  |                  |  |
| Фульвіо Бернардіні |  |                  |  |

|                |  |                    |  |
|                |  |                    |  |
| В              |  | Джуліано Сарті     |  |
| З              |  | Енцо Роботті       |  |
| З              |  | Серджо Кастеллетті |  |
| З              |  | Джузеппе К'яппелла |  |
| З              |  | Серджо Червато     |  |
| ПЗ             |  | Армандо Сегато     |  |
| ПЗ             |  | Франсіско Лояконо  |  |
| ПЗ             |  | Гвідо Граттон      |  |
| Н              |  | Курт Хамрін        |  |
| Н              |  | Мігель Монтуорі    |  |
| Н              |  | Паоло Морозі       |  |
| Тренери:       |  |                    |  |
| Луїджі Ферреро |  |                    |  |